# Альваро Каррерас
Альваро Фернандес Каррерас (ісп. Álvaro Fernández Carreras; нар. 23 березня 2003, Ферроль, Іспанія) — іспанський футболіст, фланговий захисник мадридського «Реалу».

## Ігрова кар'єра

### Клубна
Альваро Каррерас починав займатися футболом у своєму рідному місті Ферроль, у місцевому клубі «Расінг». Також грав за молодіжну команду «Депортіво» з Ла-Коруньї. У 2017 році Каррерас приєднався до академії мадридського «Реалу».
У вересні 2020 року Каррерас перейшов до «Манчестер Юнайтед», з яким підписав контракт на чотири роки. У сезоні 2021/22 захисник почав тренуватися з першою командою МЮ. Та грав за молодіжну команду і брав участь у Юнацькій лізі. Кілька разів потрапляв до заявки на матчі основного складу.
Сезон 2022/23 Каррерас провів в оренді в клубі Чемпіоншип «Престон Норт-Енд». В подальшому, не маючи можливості пройти до основи «Манчестер Юнайтед», Каррерас був відправлений в оренду до Іспанії, де він починав сезон 2023/24 в клубі іспанської Прімери «Гранада».
17 січня 2024 року Каррерас на правах оренди приєднався до португальської «Бенфіки». Орендна угода до кінця сезону включала також можливість викупу контракту футболіста. Вже через сім днів захисник дебютував у складі «Бенфіки» в Кубку Португалії. У травні 2024 року стало відомо, що «Бенфіка» скористалася опцією на право викупу контракту гравця і Каррерас підписав з клубом новий контракт до 2029 року.

### Збірна
З 2023 року Альваро Каррерас захищає кольори молодіжної збірної Іспанії.

## Титули
Бенфіка
- Володар Кубка португальської ліги: 2024–25

Індивідуальні
- Кращий молодий гравець року в «Престон Норт-Енд»: 2022/23[10]